# Emirhan Topçu
Emirhan Topçu (Bandırma, 11 de octubre de 2000) es un futbolista turco que juega en la demarcación de defensa para el Beşiktaş J. K. de la Superliga de Turquía.

## Selección nacional
Tras jugar en las categorías inferiores de la selección finalmente el 6 de septiembre de 2024 hizo su debut con la selección de Turquía en un partido de la Liga de Naciones de la UEFA 2024-25 contra Gales que finalizó con un resultado de empate a cero.

## Clubes
| Club                     | País                 | Año       | Partidos | Goles |
| ------------------------ | -------------------- | --------- | -------- | ----- |
| Çaykur Rizespor          | Turquía              | 2018-2020 | 9        | 0     |
| NK Čelik Zenica (cedido) | Bosnia y Herzegovina | 2020      | 1        | 0     |
| Çaykur Rizespor          | Turquía              | 2020-2021 | 3        | 0     |
| Menemen F. K. (cedido)   | Turquía              | 2021      | 15       | 0     |
| Çaykur Rizespor          | Turquía              | 2021-2024 | 77       | 2     |
| Beşiktaş J. K.           | Turquía              | 2024-     | 39       | 1     |